# Justizvollzugs- und Sicherungsverwahranstalt Diez

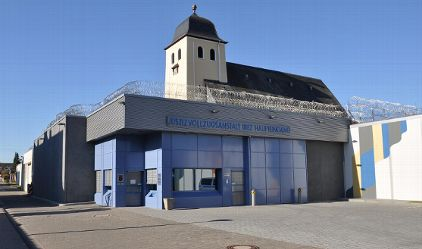
Justizvollzugs- u. Sicherungsverwahrungsanstalt Diez Hauptpforte mit Blick auf Kirchturm

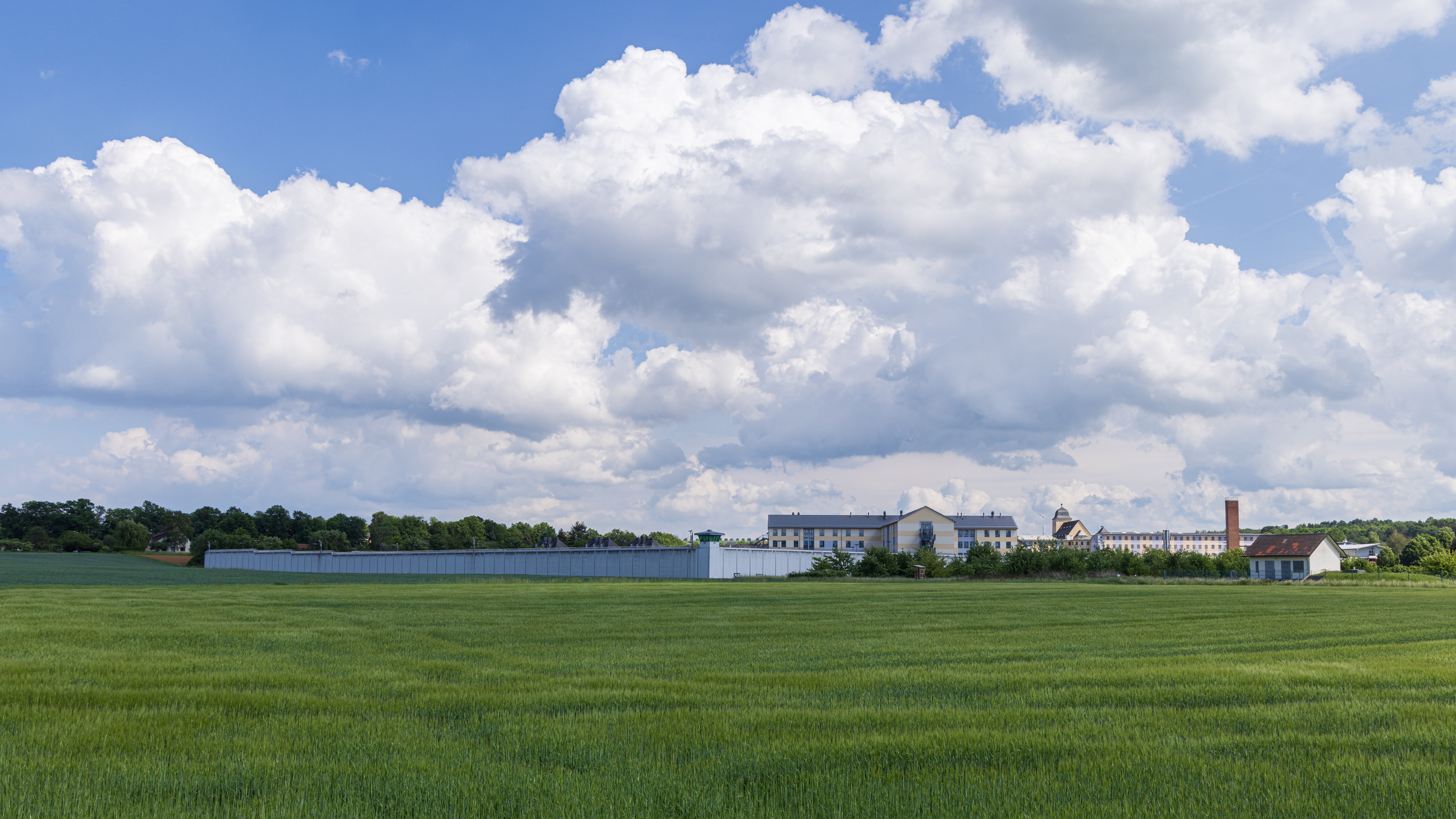
Das Gelände der JVA von Westen

Die Justizvollzugsanstalt und Sicherungsverwahrungsanstalt Diez ist die größte Langstrafenanstalt des Landes Rheinland-Pfalz. Sie befindet sich am östlichen Stadtrand von Diez und ist eine von acht Justizvollzugsanstalten in Rheinland-Pfalz, jedoch die einzige, in der Freiheitsstrafen ab acht Jahren bis zu lebenslangen Freiheitsstrafen bei erwachsenen Männern vollstreckt werden.

## Lage
Die Justizvollzugs- und Sicherheitsverwahrungsanstalt Diez befindet sich in Nähe der Schnittstelle der Landstraße 417 in die Bundesstraße 54. In Nähe der JVA befindet sich ebenso der Bahnhof Diez-Ost an der Oberwesterwaldbahn sowie der Unterwesterwaldbahn.

## Geschichte

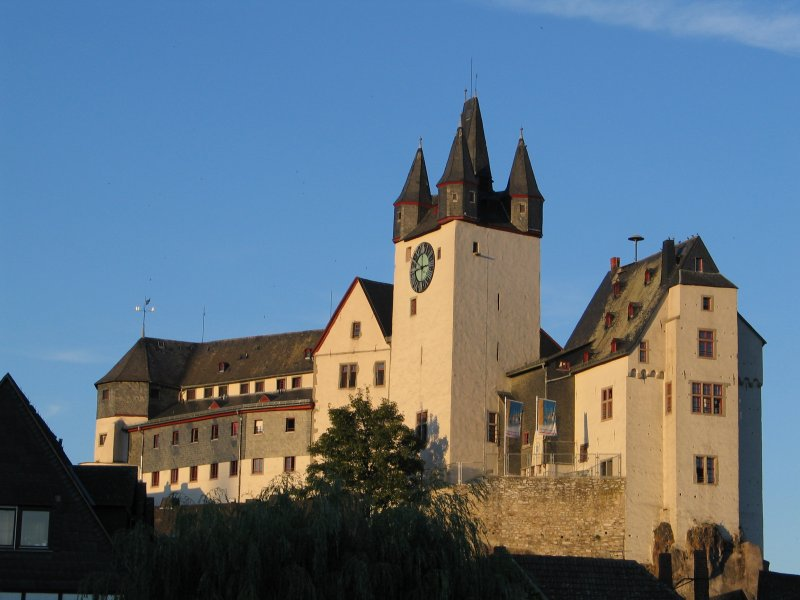
Ehemaliges Gefängnis im Schloss in Diez

Die Geschichte der Strafverbüßung in Diez reicht bis in das 18. Jahrhundert zurück. Zwischen 1778 und 1779 wurde das Grafenschloss Diez für diesen Zweck unter Bauinspektor Johann Friedrich Sckell umgebaut und bereits 1806 erweitert. Später diente es dem Herzogtum Nassau als Gefängnis. 1811 wurde das nassauische Gefängnis in Weilburg aufgelöst und die Insassen nach Diez verlegt. Die Strafgefangenen waren zu handwerklichen Arbeiten verpflichtet, wobei die Bearbeitung von Lahnmarmor aus den benachbarten Steinbrüchen eine besondere Rolle spielte. Die Diezer Zuchthausfabrik erreichte in der Folge eine marktbeherrschende Stellung bei der Marmorverarbeitung und fertigte auch die Marmorgrenzsäulen im Herzogtum Nassau.
Durch die Annexion des Herzogtums durch Preußen 1866 und die Erweiterung des Einzugsgebiets wurde das Gefängnis im Schloss Ende des 19. Jahrhunderts als zu klein erachtet. Zudem entsprachen die Anlagen nicht mehr den angestrebten baulichen, sicherheitstechnischen und sanitären Verhältnissen, sodass ein Neubau in der benachbarten Gemeinde Freiendiez, seit der Eingemeindung 1939 ein Stadtteil von Diez, beschlossen wurde.
In Diez saßen nach dem Zweiten Weltkrieg eine Reihe von bekannten Strafgefangenen ein, darunter der NS-Kriegsverbrecher und spätere Leiter des Landeskriminalamts (LKA) Rheinland-Pfalz Georg Heuser und der Gewaltverbrecher Dieter Freese. Aus der Rote Armee Fraktion saßen unter anderem die Terroristen Manfred Grashof, Klaus Jünschke und Mitte 1972 der später durch einen Fememord ums Leben gekommene Ulrich Schmücker ein.
2013 schloss die Justizvollzugsanstalt Diez, als größte des Landes, eine Partnerschaft mit der nur rund 3 Kilometer entfernten Justizvollzugsanstalt Limburg, der kleinsten Justizvollzugsanstalt des Landes Hessen.

## Gebäudekomplex

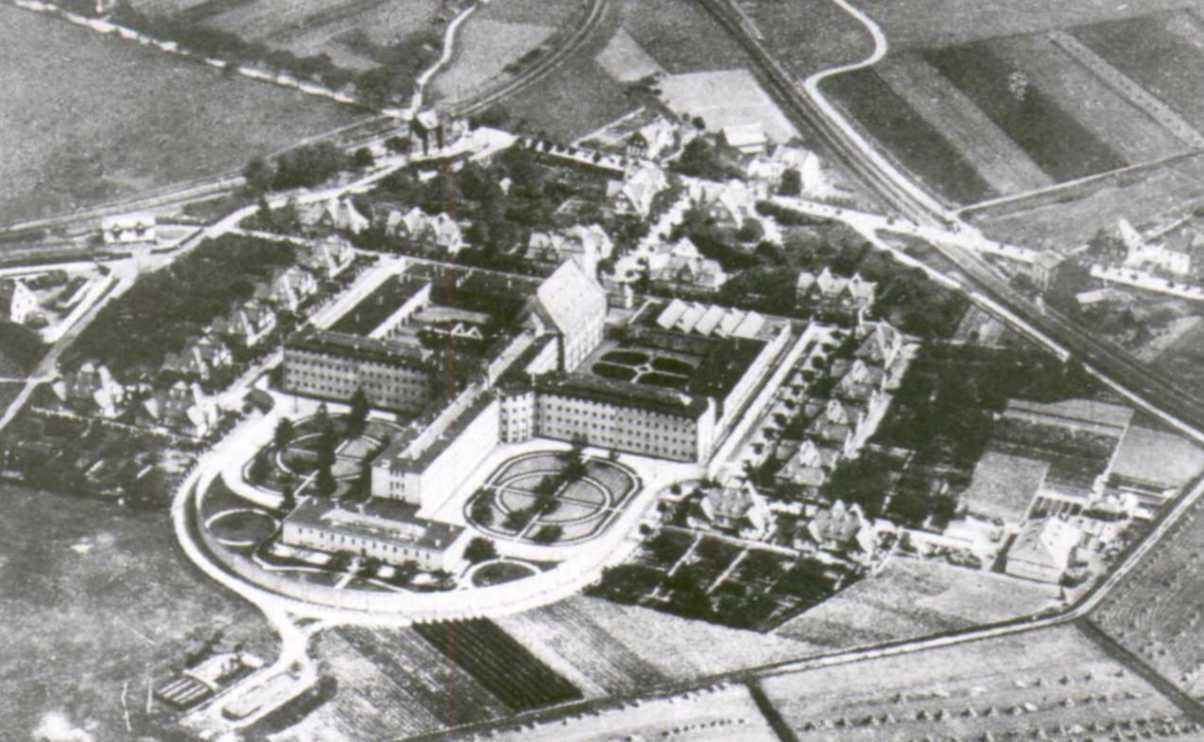
Neubau des Zentralgefängnisses in Freiendiez, 1912

Im Juli 1907 wurde mit dem Bau des neuen Zuchthauses Freiendiez in der Feldflur der Gemeinde Freiendiez, an der alten Landstraße nach Limburg, unweit der Einmündung der Unterwesterwaldbahn in die Lahntalbahn, begonnen. Es wurde 1912 nach sechsjähriger Bauzeit fertiggestellt. Die ersten Gefangenen bezogen das Zentralgefängnis bereits 1912, das Schloss wurde aber erst 1928 als Strafanstalt vollständig aufgegeben.
Die Zellenflügel sind, wie bei Gefängnisbauten häufig, in panoptischer Bauweise errichtet. Im Mittelpunkt des kreuzförmigen Baus wurde ein Überwachungsstand eingerichtet, von dem sämtliche Gänge und Zellentüren beobachtet werden konnten. Der Neubau war eines der ersten Gebäude, die – statt Gaslicht – mit einer elektrischen Beleuchtung ausgestattet wurden. Für die Bediensteten des Gefängnisses wurden entlang den Außenmauern 61 Wohnungen im damaligen Gründerzeitstil errichtet, da für das Personal Residenzpflicht bestand.
Die gesamte Liegenschaft steht unter Denkmalschutz.

## Zeit des Nationalsozialismus
In die Strafanstalt Freiendiez (der selbständige Ort wurde 1938 in die Stadt Diez eingemeindet) wurden ab 1935 zahlreiche Gegner des Nationalsozialismus wegen Hochverrats eingeliefert und von hier in die Konzentrationslager überstellt. In unmittelbarer Nähe der Strafanstalt Diez wurde von 1939 bis Anfang 1940 das Stammlager Limburg XII A angelegt, das anschließend bis Kriegsende als Durchgangslager (Dulag) diente. Es war für circa 43.000 gleichzeitig untergebrachte Kriegsgefangene vorgesehen und vor allem mit Belgiern, Franzosen, Briten, Polen, Russen, US-Amerikanern und Italienern belegt. Bei Verstößen wurden Kriegsgefangene in die mit deutschen Strafgefangenen besetzte Strafanstalt Diez überstellt, wo auch Todesurteile vollstreckt wurden. Noch im Herbst 1944 wurden 16 junge luxemburgische Männer hingerichtet. Ab 1942 waren ausländische Nacht-und-Nebel-Gefangenen in Diez inhaftiert. Zeitzeugen sprechen von unmenschlichen Lebensbedingungen und Misshandlungen.

## Heutige Funktion
In der JVA Diez ist Platz für 494 erwachsene männliche Gefangene im geschlossenen und 59 erwachsene männliche Gefangene im offenen Vollzug. Ebenso wird die Sicherungsverwahrung (von Männern) in Rheinland-Pfalz und für das Saarland ausschließlich in der Justizvollzugsanstalt Diez vollzogen. Für die Unterbringung der Sicherungsverwahrten wurde im Jahre 2013 ein eigener Gebäudekomplex in Betrieb genommen, in dem bis zu 64 Plätze zur Verfügung stehen.
In der JVA wurde das Modellprojekt „Bildung in der Sicherungsverwahrung“ der Katholischen Erwachsenenbildung Rheinland-Pfalz und der Katholischen Gefängnisseelsorge durchgeführt.

## Vollstreckungszuständigkeit
Zum 1. September 2014 hat das Ministerium der Justiz und für Verbraucherschutz die Vollstreckungszuständigkeit wie folgt geregelt:
1. Lebenslange Freiheitsstrafen für ganz Rheinland-Pfalz
2. Freiheitsstrafen mit angeordneter oder vorbehaltener Sicherungsverwahrung für ganz Rheinland-Pfalz
3. Freiheitsstrafen ab acht Jahren an Gefangenen mit Wohnort in den Landgerichtsbezirken Kaiserslautern, Landau und Zweibrücken
4. Freiheitsstrafen ab fünf Jahren an Gefangenen mit Wohnort in den Landgerichtsbezirken Bad Kreuznach, Frankenthal, Mainz und Trier
5. Freiheitsstrafen ab zwei Jahren an Gefangenen mit Wohnort im Landgerichtsbezirk Koblenz
6. Freiheitsstrafen an Strafgefangenen nach Maßgabe des § 24 LJVollzG
7. Vollzug der Sicherungsverwahrung für ganz Rheinland-Pfalz und das Saarland
8. Offener Vollzug für Strafgefangene mit Wohnsitz im Landgerichtsbezirk Koblenz mit über einem Jahr noch zu verbüßender Freiheitsstrafe
9. Offener Vollzug für Sicherungsverwahrte aus ganz Rheinland-Pfalz und dem Saarland

## Eigenbetriebe innerhalb der JVA
Die JVA Diez verfügt über mehrere Eigenbetriebe:
- Druckerei
- Schlosserei
- Gärtnerei
- Schreinerei

## Bekannte Insassen
- Clyde Lee Conrad